# Bahrain (ö)
Bahrain (arabiska: اَلْبَحْرَيْن) är en ö i Bahrain. Den utgör största delen av landet.